# 말와 문화

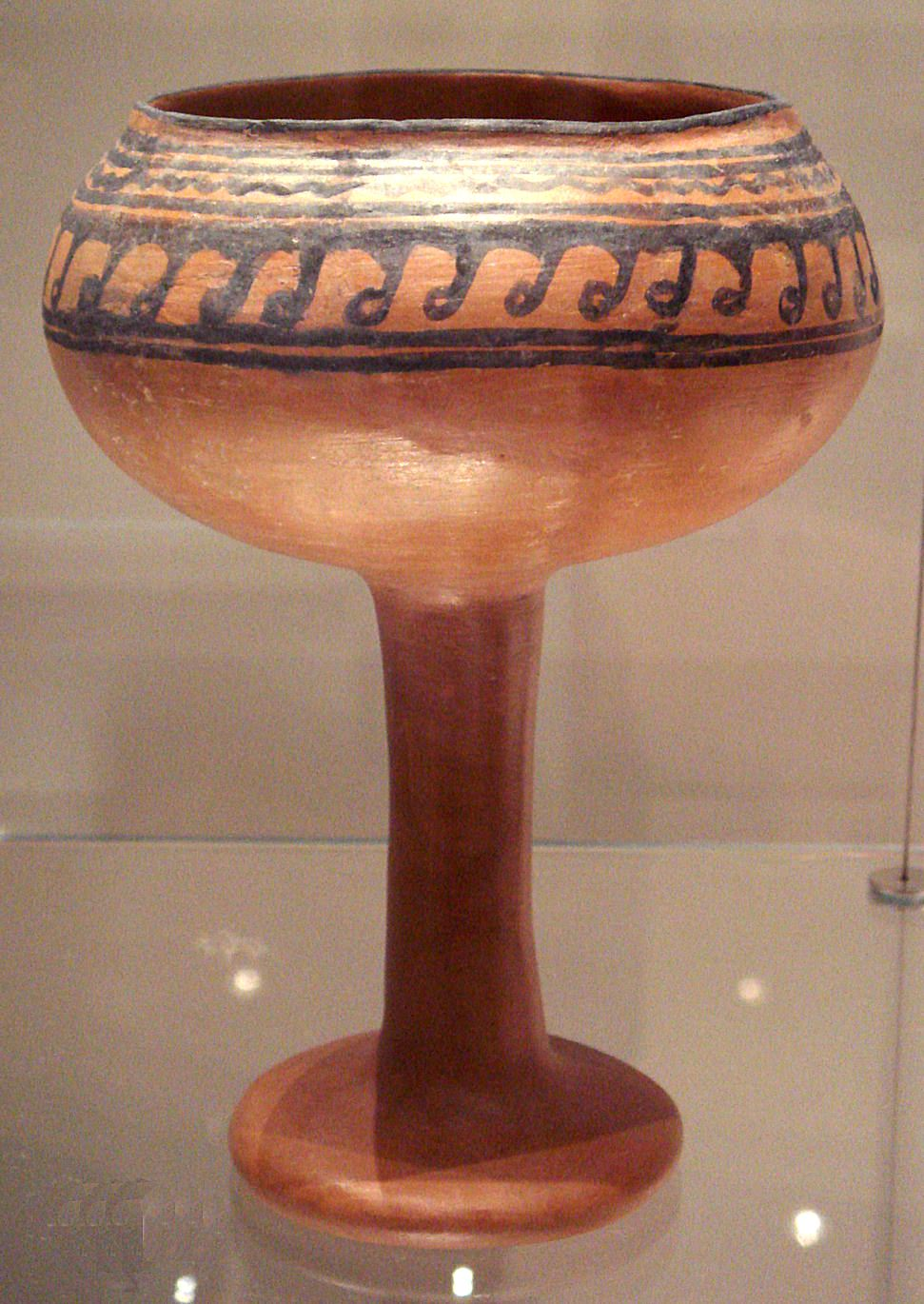
말와(Malwa)의 나브다톨리(Navdatoli)에서 출토된 도기잔, 기원전 1300년.

말와 문화(Malwa culture)는 인도 중부의 말와 지역과 데칸고원의 마하라슈트라 지역 일부에 존재했던 동기 고고문화이다. 그것은 주로 기원전 1600년에서 1300년경으로 거슬러 올라가지만, 방사성 탄소 연대를 보정한 것은 이 문화의 시작이 기원전 2000년에서 1750년경으로 추정된다.
이 문화는 농경 생활 방식의 지배력이 증가하는 동시에 목축 집단과 수렵 집단도 통합된 것이 특징이다. 사람들은 밀, 보리, 콩과 식물, 후대의 벼를 경작했고, 가축화된 소, 양, 염소, 돼지를 길렀다. 대부분의 정착지에서 도시 계획에 대한 증거는 없고, 주택의 "무작위" 분포를 보이지만 가장 큰 유적지 중에는 계획된 정착지, 큰 집, 공공 건축의 증거가 있는 곳도 있다. 대부분의 주거지는 초벽으로 만든 둥근 오두막이었다. 또한 곡물을 저장하는 데 사용되는 작고 둥근 오두막과 종교적인 공연에 사용되었을 수 있는 큰 직사각형 구조물도 있다.
그들의 토기는 빨간색이나 주황색이었고, 검은색으로 기하학적인, 꽃적인, 동물적인, 그리고 인간의 디자인으로 그려졌다. 구리와 돌은 도구를 만드는 데 사용되었으며, 준보석으로 만든 구슬들이 발견되었다. 조개 껍질로 만들어진 물건들은 바루치와 같은 구자라트의 해안 공동체와의 무역을 나타낸다. 종교의 증거는 황소 우상, 나무, 뱀, 여신 숭배, 그리고 번제를 위한 제단을 포함한다.
말와 문화 유적지로는 다이마바드, 이남가온, 카야타, 나그다, 비디샤, 에란, 만다사우르, 나브다톨리(마헤슈와르 인근) 등이 있다.
카야타, 아하르-바나, 사발다 문화가 선행되고, 조르웨 문화와 흑적색토기 문화가 그 뒤를 잇는다.